# Sitcom
Sitcom is een genre van het type comedyserie dat gesitueerd wordt rond een vaste groep personages in een tamelijk alledaagse omgeving. Door het toeval en de vreemde eigenschappen van de personages ontstaan daarin komische situaties. Omdat sitcoms zich afspelen in alledaagse situaties, is de herkenbaarheid een van de aansprekende punten van dit type komedie.
Sitcom is een Engelse samentrekking van situation comedy. De term is in het Nederlands inmiddels zo goed bekend dat hij voorkomt in zowel het Groene Boekje als in de Spellingwijzer Onze Taal. Kenmerkend voor een sitcom is het gebruik van een lachband die in de meeste sitcoms gebruikt wordt. Een uitzondering hierop is The Love Boat waar ook gebruik gemaakt werd van de lachband, maar toch niet enkel een komische serie was, maar ook ruimte had voor drama en romantiek en waarbij de afleveringen ook meer dan 40 minuten duurden terwijl de meeste Amerikaanse sitcoms rond de 22 minuten duren en Britse en Belgische rond het half uur schommelen.

## België
De sitcom vierde hoogtijdagen bij VRT en VTM in de jaren 1990 en 2000, maar daarna verdween het genre grotendeels, op herhalingen na. Nieuwe series sloegen niet meer aan. Tegenwoordig zijn komische programma's vaak sketchprogramma's zoals Loslopend wild & gevogelte en Tegen de Sterren op. Andere tv-zenders zoals VT4 en opvolger VIER waagden zich (nog) niet aan het genre om het zelf te produceren, wel wordt bijna dagelijks een Amerikaanse sitcom uitgezonden.

### VRT
De ongetwijfeld populairste sitcom van België is F.C. De Kampioenen. De sympathieke café-ploeg veroverde de harten van de Vlamingen. De serie begon in 1990 en liep 21 seizoenen lang op Eén, daarna volgden nog 4 bioscoopfilms die alle succes hadden. De serie wordt ook eindeloos herhaald en nog steeds behalen de herhalingen hoge kijkcijfers. De serie is anno 2020 en de jaren ervoor het hele jaar door op de televisie, elke zaterdag en in de zomervakantie van maandag tot zaterdag.
Voor de Kampioenen liepen er al komische series op de toenmalige BRTN zoals Slisse & Cesar (1977) en De Kolderbrigade (1980). Een andere successerie was De Collega's, dat echter niet helemaal in het genre sitcom past omdat niet enkel kolder was maar eerder tragikomisch. Van 1992 tot 1994 liep ook nog RIP drie seizoenen lang.
De zender probeerde nog andere sitcoms te lanceren zoals Freddytex (1994-1995), Hotel Hotel (1996), De Burgemeesters (1997), Boerenkrijg (1999), Liefde & Geluk (1999), echter sloegen deze reeksen niet aan waardoor ze meestal na één seizoen, op Freddytex na, werden afgevoerd en later werden deze ook niet meer heruitgezonden. In 2004-2005 werd Het eiland uitgezonden en hoewel er maar 13 afleveringen gemaakt werden was het een groot succes.

### VTM
De Kotmadam loopt al 24 seizoenen sinds 1991 en na het 25ste seizoen zal de serie stopgezet worden. Ook deze serie is al vaak herhaald. Door het feit dat de setting het Leuvense kotleven is wordt de cast, buiten de kotbazen, na een paar seizoenen telkens vernieuwd. De serie is ook al vaak heruitgezonden maar kan niet tippen aan het succes van De Kampioenen.
In de begindagen van VTM, dat in 1989 van start ging werden er daar ook vele sitcoms gemaakt die enig succes hadden zoals Benidorm (1989, 1992), Den Bompa (1989-1994), Chez Bompa Lawijt (1994-1996), Zomerrust (1993-1994), Slisse & Cesar (1996-1999), Nonkel Jef (1995-2001). Nonkel Jef is na De Kampioenen en de Kotmadam de serie met de meeste afleveringen. Sommige series werden ook snel afgevoerd zoals Ramona en De Strangorianen. Andere succesvolle reeksen zijn Lili en Marleen die van 1994 tot 2010 over tien seizoenen liep. In 1998 kaapte VTM Jacques Vermeire weg bij de VRT en zo verliet garagehouder Dimitri De Tremmerie ook De Kampioenen. Bij VTM kreeg hij zijn eigen sitcom waarin hij ook een garagehouder speelde, Verschoten & Zoon liep van 1999 tot 2007. In 2019 maakte VTM een remake van de Nederlandse succesreeks De Luizenmoeder, dat na twee seizoenen stopte omdat ook de Nederlandse reeks maar twee seizoenen liep.

## Verenigde Staten

### Beginjaren
De meeste Amerikaanse sitcoms duren ongeveer 22 minuten zodat er nog acht minuten ruimte is voor reclame en de uitzending zo ongeveer een half uur duurt. De sitcom werd geboren op de radio in januari 1926 met het programma Sam 'n' Henry. In 1928 verhuisde het programma naar een ander radiostation en werd onder de naam Amos 'n' Andy een groot succes voor die tijd.
De eerste sitcom op televisie was Mary Kay and Johnny dat liep van 1947 tot 1950.

### Jaren 50

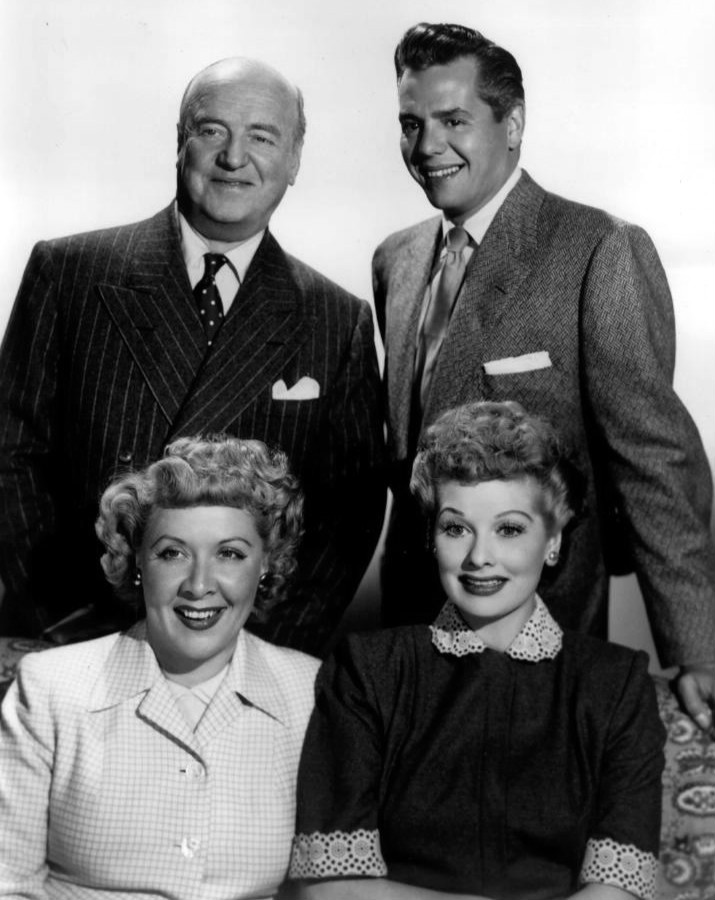
Cast van I Love Lucy

I Love Lucy met Lucille Ball dat van 1951 tot 1957 op de CBS liep was een groot succes en het meest bekeken tv-programma in de Verenigde Staten in vier van de zes seizoenen. Het was tevens de eerste show die in zijn laatste seizoen het best bekeken programma van het jaar was volgens de Nielsen ratings (de kijkcijferlijst). Enkel The Andy Griffith Show en Seinfeld konden dit huzarenstukje nog ooit evenaren. I Love Lucy bleef populair en de herhalingen werden ook nog vaak gekeken en komen meer dan 60 jaar later nog steeds op de tv. In 2012 werd de sitcom uitgeroepen tot Best TV Show of All Time volgens een onderzoek van People.
The Honeymooners begon in 1955 op DuMont en werd voor een live-publiek gefilmd. Het programma was al snel een succes en stond op de tweede plaats in de kijkcijferlijst na The Perry Como Show maar zakte naar een negentiende plaats waardoor de serie na één seizoen van 39 afleveringen stopgezet werd. Het was het eerste programma dat de werkende klasse voorstelde. In 1997 werden twee afleveringen op de zesde en 26ste plaats gestemd in TV Guide's 100 Greatest Episodes of All Time. In 1999 publiceerde TV Guide ook een lijst met de 100 beste personages waarin de personages Ed Norton (Art Carney) en Ralf Kramden (Jackie Gleason) op de respectievelijk 20ste en tweede plaats gestemd werden. In 2002 werd de serie op de derde plaats gestemd in de TV Guide's 50 Greatest TV Shows of All Time en op de dertiende plaats van de 60 Greatest Shows of All Time in 2013.

### Jaren 60
The Andy Griffith Show liep op CBS van 1960 tot 1968 en stond altijd in de top tien van de kijkcijferlijst. Het is een van de drie programma's die in zijn laatste seizoen ook op één stond, hoewel dit wel het enige seizoen was, terwijl I Love Lucy nog drie seizoenen op één gestaan had en Seinfeld één seizoen. Bij heruitzendingen in 1998 keken dagelijks vijf miljoen mensen naar het programma.
The Dick Van Dyke Show liep van 1961 tot 1966 op CBS en won 15 Emmy Awards. In 1997 werden de afleveringen Coast-to-Coast Big Mouth en It May Look Like a Walnut 8ste en 15de in de lijst van TV Guide's 100 Greatest Episodes of All Time. In 2002 stonden ze op de dertiende plaats van TV Guide's 50 Greatest TV Shows of All Time en in 2013 twintigste in de lijst van 60 Best Series.

### Jaren 70
The Mary Tyler Moore Show was een baanbrekende serie die liep van 1970 tot 1977. Voor het eerst was de centrale figuur een carrièrevrouw en geen huisvrouw zoals eerdere vrouwelijke hoofdrollen in series. De serie won in totaal 29 Emmy Awards, een record dat pas in 2002 gebroken werd door Frasier. MTM Enterprises, dat het programma produceerde maakte in de volgende jaren nog tientallen andere sitcoms.

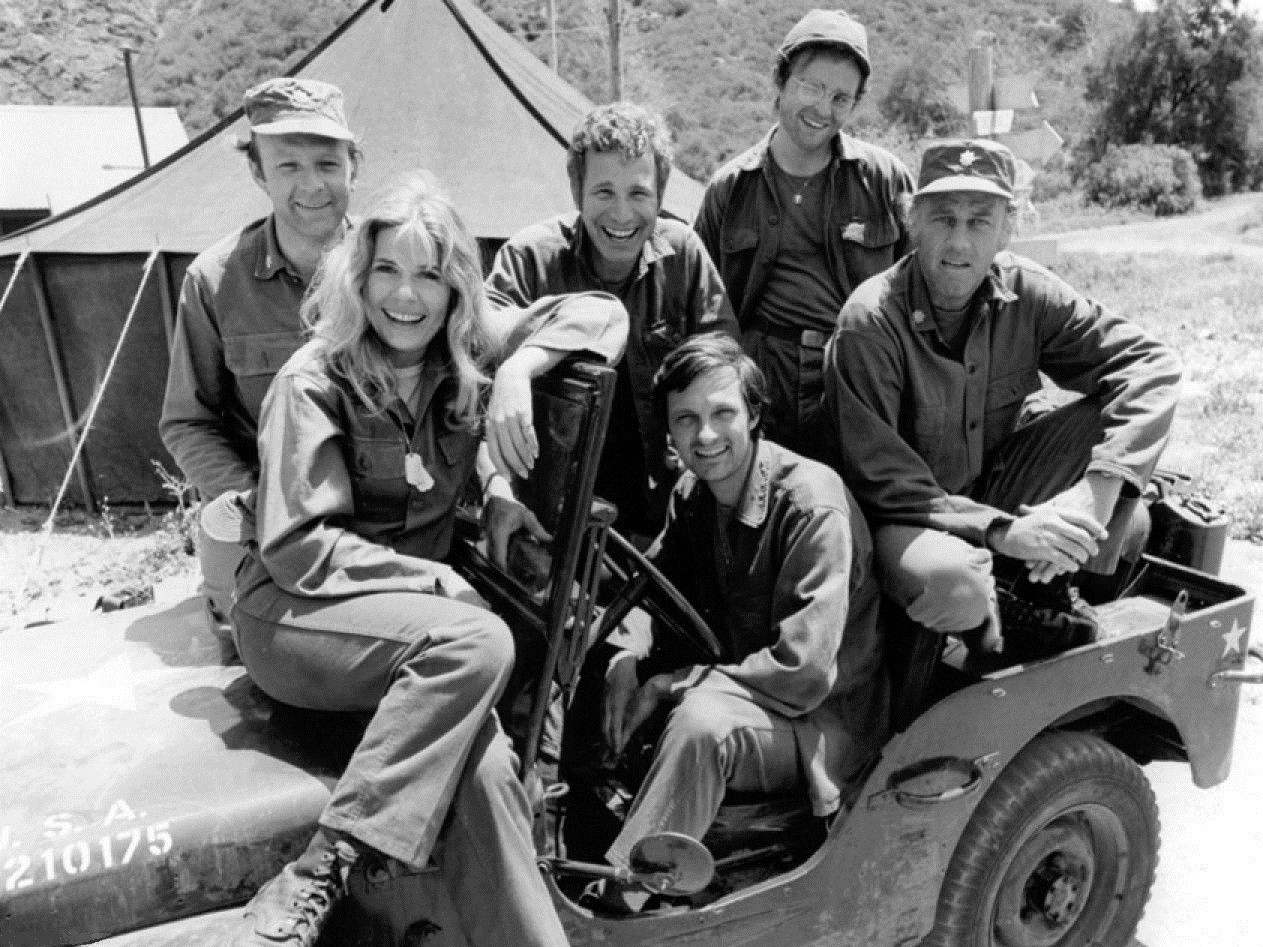
Cast van M*A*S*H uit 1974

M*A*S*H liep van 1972 tot 1983 en werd in 1976 beloond met een Peabody Award. De serie stond op plaats 25 van TV Guide's 50 Greatest TV Shows of All Time. De afleveringen Abyssinia, Henry en The Interview staan op de plaatsen 20 en 80 van TV Guide's 100 Greatest Episodes of All Time. De laatste aflevering Goodbye, Farewell and Amen werd het meest bekeken televisieprogramma in de Amerikaanse geschiedenis met meer dan 105 miljoen kijkers. Enkel de ontslagspeech van Nixon, de jaarlijkse Super Bowl en de maanlanding konden al meer kijkers trekken dan deze aflevering.
Sanford and Son liep van 1972 tot 1977 en was een van de eerste sitcoms met Afro-Amerikanen in de hoofdrol. Time nam de serie op in hun lijst van 100 Best TV Shows of All Time in 2007.
All in the Family liep van 1971 tot 1979 en wordt vaak beschouwd als een van de beste sitcoms. Na een glansloos eerste seizoen waar de serie maar op de 34ste plaats in de kijkcijferlijst stond werd de serie die zomer herhaald op de tv en werd het het meest bekeken programma die zomer, de volgende vijf seizoenen stond de serie op één in de Nielsen ratings, een huzarenstuk waar tot dan nog geen enkel programma in geslaagd was en dit record werd ook nog maar door twee programma's geëvenaard, (The Cosby Show en American Idol). De aflevering Sammy's Visit stond op de 13de plaats van TV Guide's 100 Greatest Episodes of All Time. De serie staat op 4 in de TV Guide's 50 Greatest TV Shows of All Time. Protagonist Archie Bunker werd in 2009 uitgeroepen tot beste personage ooit door Bravo.com.
One Day at a Time liep van 1975 tot 1984 op CBS. Het ging over een pas gescheiden moeder met haar twee dochters.

### Jaren 80
Cheers was ongetwijfeld een van de populairste sitcoms van de jaren tachtig en liep maar liefst 11 seizoenen van 1982 tot 1993 en werd opgevolgd door spin-off Frasier. De episodes Thanksgiving Orphans en Home is the Sailor werden op de 7de en 45ste plaats gezet van de TV Guide's 100 Greatest Episodes of All Time. In 2020 stond de serie op plaats 18 van TV Guide's 50 Greatest V Shows of All Time. De Writers Guild of America plaatste de serie op de achtste plaats in hun lijst.
The Cosby Show liep van 1984 tot 1992 en stond vijf jaar op rij op één in de Nielsen ratings. Samen met All in the Family is het de enige sitcom die daar ooit in slaagde. De serie werd in 2002 op de 28ste plaats gezet van de TV Guide's 50 Greatest TV Shows of All Time.
ALF (1986-1990) en Roseanne (1988-1997) waren ook erg populair.

### Jaren 90

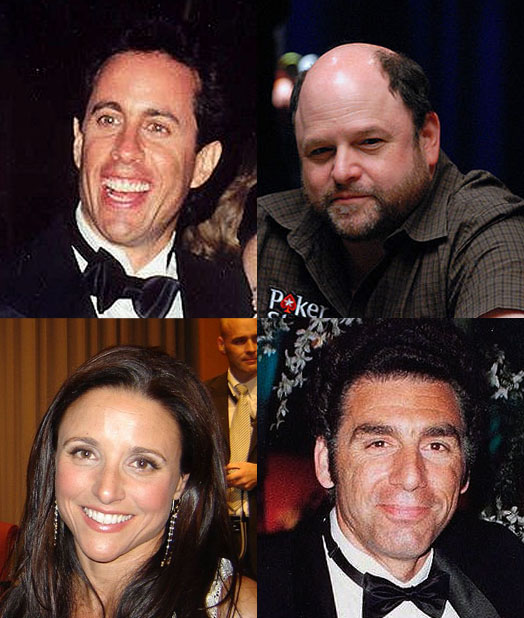
Cast van Seinfeld

Seinfeld liep van 1989 tot 1998 en stond in het zesde en laatste seizoen bovenaan de lijst van de Nielsen ratings en stond van 1994 tot 1998 elk jaar in de top twee. In 2002 werd door uitgeroepen tot nummer één in de TV Guide's 50 Greatest TV Shows of All Time. De aflevering The Contest werd uitgeroepen tot de beste episode ooit in TV Guide's 100 Greatest Episodes of All Time. In 2013 zette de Writers Guild de serie op de tweede plaats achter The Sopranos, maar was zo wel de hoogst genoteerde sitcom in de lijst.
The Fresh Prince of Bel-Air met Will Smith liep van 1990 tot 1996. Hoewel de serie slechts één nominatie kreeg voor de Emmy's was het toch een bijzonder populaire serie.
The Nanny liep van 1993 tot 1999 op CBS en won de Gouden Roos en één Emmy Award, op twaalf nominaties. De serie was ook een enorm succes in het buitenland.
Friends liep tien jaar van 1994 tot 2004 en verzamelde 62 nominaties voor de Emmy's en won in 2002 de Emmy voor beste komedieserie. De serie staat op 21 in TV Guide's 50 Greatest TV Shows of All Time. De aflevering The One with the Prom Video staat op de 100ste plaats in de lijst van TV Guide's 100 Greatest Episodes of All Time. Writers Guild zette hen op plaats 24 in hun lijst. De serie was en is nog steeds een internationaal succes en wordt nog steeds heruitgezonden.
Frasier won de eerste vijf seizoenen telkens de Emmy voor beste komedieserie, een record dat later geëvenaard werd door Modern Family. De serie houdt ook het record voor het meeste aantal Emmy's, 37, waarbij het vorige record van The Mary Tyler Moore Show (29) verpulverd werd. Frasier wordt beschouwd als de succesvolste spin-off in de televisiegeschiedenis. De serie begon na het einde van Cheers, waar het personage Frasier Crane al in de laatste negen seizoenen speelde. Frasier liep van 1993 tot 2004.

### Jaren 2000
In oktober 2000 startte Curb Your Enthusiasm. De serie werd gecreëerd door Larry David, die een semi-gefictionaliseerde versie van zichzelf speelde die zijn leven volgde na zijn werk bij Seinfeld. De serie kreeg 38 Emmy-nominaties en won in 2002 een Golden Globe Award voor beste serie. De serie liep acht seizoenen tot 2011 en keerde in 2017 en 2020 terug voor nog twee seizoenen.
Two and a Half Men liep van 2003 tot 2015 en was ook een internationaal succes.
The Office US liep van 2005 tot 2013 en is een Amerikaanse remake van de gelijknamige Britse serie, waarvan slechts 14 afleveringen gemaakt werden. Het eerste seizoen kreeg gemengde kritieken maar de volgende seizoenen werden beter onthaald. De serie won 4 Emmy's waarvan die van beste serie in 2006.
How I Met Your Mother liep op CBS van 2005 tot 2014 en won 9 Emmy's werd in totaal voor 72 prijzen genomineerd. De serie was ook een internationaal succes.
The Big Bang Theory begon in 2007 en liep 12 seizoenen tot in 2019. De serie volgt het leven van enkele nerds die tegenover een mooi meisje wonen.
30 Rock is een satirische sitcom die op NBC liep van 2006 tot 2013. Van 2007 tot 2009 won de serie de Emmy voor beste comedy. In 2009 werden ze voor 22 Emmy's genomineerd, een record in één jaar voor een serie.

### Jaren 2010
Modern Family is een mockumentary sitcom die op ABC liep van 2009 tot 2020. De personages praten vaak recht in de camera en geven daarin hun kijk op de feiten. De serie won in zijn eerste vijf seizoenen telkens de Emmy voor beste komedieserie. Eric Stonestreet en Ty Burrell wonnen beiden twee keer de Emmy voor beste mannelijke bijrol en Julie Bowen twee keer die van beste vrouwelijke bijrol. In totaal won de serie 22 Emmy's en kreeg 75 nominaties. In 2011 kregen de ook een Golden Globe voor beste serie.
Parks and Recreation liep van 2009 tot 2015 op NBC. Na gemengde kritieken in het eerste seizoen werd er gewerkt aan het format voor het tweede seizoen dat veel beter onthaald werd. In 2012 riep tijdschrift Time de serie uit tot beste serie van het jaar.
New Girl liep van 2011 tot 2018 op Fox. De pilootaflevering trok 10,28 miljoen kijkers waardoor het het beste debuut voor een nieuwe serie op de zender was sinds 2001. De serie werd voor verschillende prijzen genomineerd.
Brooklyn Nine-Nine is een politie-sitcom over het fictieve 99ste district in Brooklyn. Na vijf seizoenen stopte Fox met de serie, maar deze werd onmiddellijk overgenomen door NBC.

## Voorbeelden
- Over familie of gezin:
  - Absolutely Fabulous
  - According to Jim
  - Familie Backeljau
  - Flodder
  - Married... with Children
  - Oppassen!!!
  - Schone Schijn
- Over een horecabedrijf:
  - 'Allo 'Allo!
  - Cheers
  - Fawlty Towers
  - FC De Kampioenen
  - In de Vlaamsche pot
- Overige werkplekken:
  - Are You Being Served?
  - De Collega's
  - Spin City
  - Suddenly Susan
  - Verschoten & Zoon
- Over een vriendengroep:
  - The Big Bang Theory
  - De Kotmadam
  - SamSam
  - Seinfeld
  - The Young Ones
  - Hallo K3!

- Over een school:
  - Saved by the Bell
  - Victorious